# إيتابوراي
إيتابوراي هي بلدية في البرازيل، تتبع ريو دي جانيرو، بلغ عدد سكانها 218٬008  نسمة، في 2010، تبلغ مساحتها 430٫375 كيلومتر مربع.

## الموقع
تشترك في الحدود مع:
- Guapimirim [الإنجليزية]‏
- Maricá, Rio de Janeiro [الإنجليزية]‏
- Tanguá [الإنجليزية]‏.

## أعلام
- إيمرسون رايموندو سانتوس
- إياغو سانتوس
- يواكيم مانويل دي ماسيدو
- سالبادور دي مندونسا
- رودريغو رودريغوس ريبيرو